# 김민수 (1989년)
2013년 드래프트에서 부천 FC 1995에 창단팀 지명으로 입단하였다. 
당시 곽경근 부천 감독은 김민수를 지명한 뒤 대륜고, 용인대학교 시절부터 눈여겨보던 선수로, 윤정환과 비슷한 플레이 스타일을 가졌다며 극찬을 아끼지 않았다. 이
러한 곽경근 감독의 기대를 저버리지 않으려는듯 김민수는 부천에서 엄청난 활동량과 센스로 팬들의 기대를 한몸에 받았으나 갈수록  잦은 부상으로 인해 결국 아쉽게 은퇴를 해 팬들도 많이 아쉬워 하였다 ... 